# Терно-Лозоватка (Пятихатский район)
Терно-Лозоватка (укр. Терно-Лозуватка) — село,
Лозоватский сельский совет,
Пятихатский район,
Днепропетровская область,
Украина.
Код КОАТУУ — 1224583006. Население по переписи 2001 года составляло 427 человек.

## Географическое положение
Село Терно-Лозоватка находится на правом берегу реки Лозоватка,
выше по течению на расстоянии в 1 км расположено село Лозоватка,
ниже по течению на расстоянии в 2,5 км расположено село Саксагань,
на противоположном берегу — село Ивановка.
Рядом проходит железная дорога, станция Платформа 88 км.